# Vultrogotha

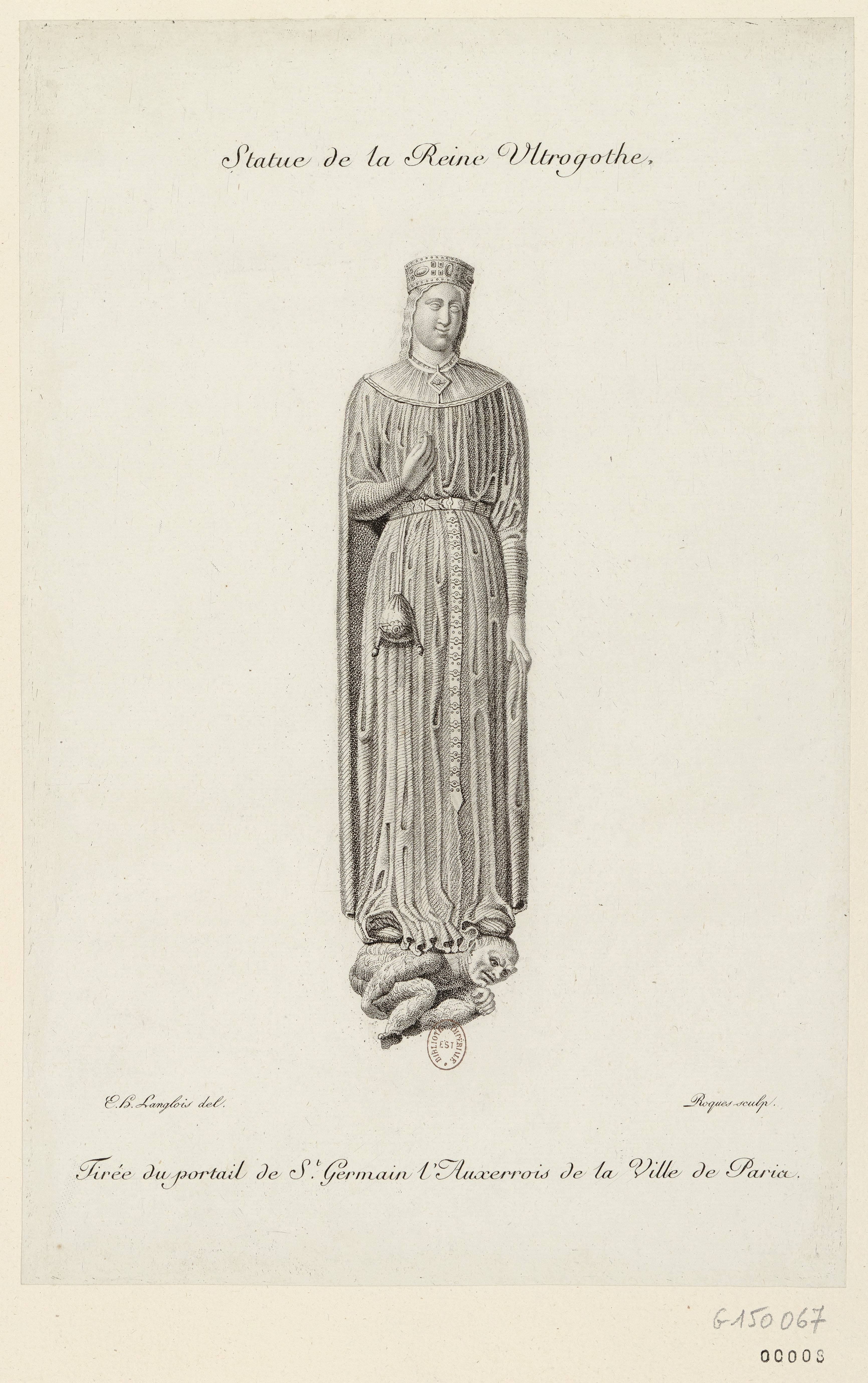
Standbeeld van Ultrogothe

Vultrogotha, of Ultragotha  (of Ultrogothe, ca. 496 – na 566/567) was via haar huwelijk met Childebert Ieen Frankische koningin van de Merovingische dynastie, Haar man regeerde van ca. 541 tot 558. Ze hadden twee dochters, mogelijk genaamd Chrodoberge en Chrodesinde. 
Toen Childebert I in 558 stierf, greep zijn broer Chlotarius I de macht in diens koninkrijk. Hij nam de controle over het Palais de la Cité in Parijs over, waar zich de koninklijke schatten en de familie van de overledene bevonden. Volgens Gregorius van Tours veroordeelde hij Vultragotha en de twee dochters vervolgens tot gevangenisstraf. Toen Chlotarius I het koninkrijk van zijn vader Clovis I had herenigd, liet hij hen vrij. 
De dochters werden waarschijnlijk nonnen. Vultrogotha stierf rond 567 en werd bij Childebert begraven in de Abdij van St-Germain-des-Prés.  De twee dochters liggen daar ook begraven.
In 580 werd, opnieuw volgens Gregorius van Tours, Vultragotha's voormalige kanselier Ursicinus door bisschop Maurilio van Cahors, tot zijn opvolger gekozen.

## Opmerkingen
1. ^ https://www.france-pittoresque.com/spip.php?article2938
2. ^ http://genealogiequebec.info/testphp/info.php?no=56901
3. ^ https://books.google.com/books?id=yFVFAAAAcAAJ
4. ^ Zie "Nouveaux documenten sur le tombeau de Childebert a Saint-Germain-des-Prés" in het Bulletin de la Société des Antiquaires, 1887.
5. ^ Jean Dufour, Les évêques d'Albi, de Cahors et de Rodez, des origines à la fin du XIIe siècle, Parijs, Éditions du CTHS, 1989, p. 50.